# Guandi (köping i Kina, Inre Mongoliet)
Guandi (kinesiska: 官地, 官地镇) är en köping i Kina. Den ligger i den autonoma regionen Inre Mongoliet, i den norra delen av landet, omkring 630 kilometer nordost om regionhuvudstaden Hohhot. Antalet invånare är 16022. Befolkningen består av 7 875 kvinnor och 8 147 män. Barn under 15 år utgör 14,0 %, vuxna 15-64 år 77 %, och äldre över 65 år 8,0 %.
Genomsnittlig årsnederbörd är 508 millimeter. Den regnigaste månaden är juni, med i genomsnitt 140 mm nederbörd, och den torraste är december, med 2 mm nederbörd.